# 和裁

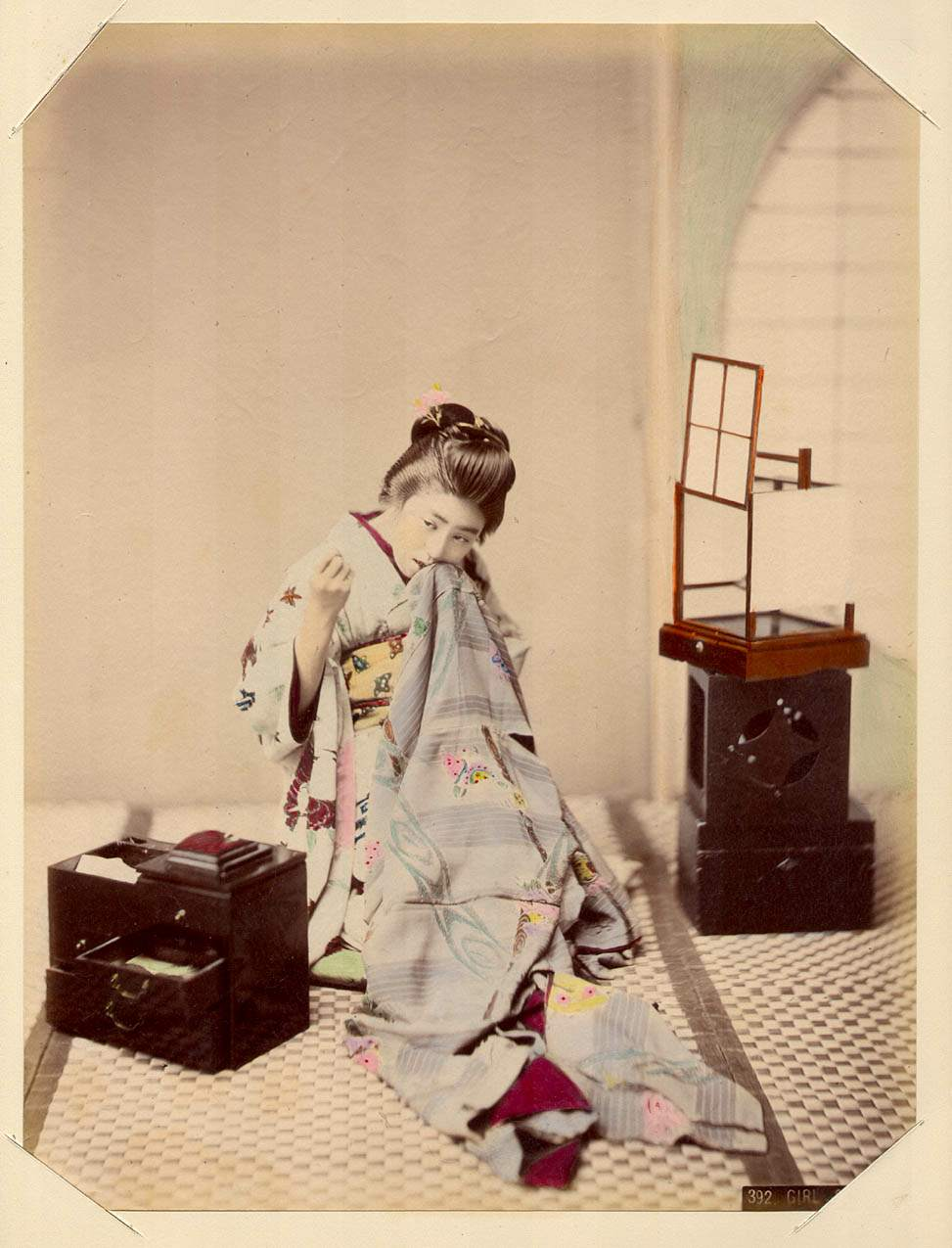
明治期に撮影された和裁風景。袷の長着を縫っている様子

和裁（わさい）は「和服裁縫」の略語であり、和服を制作すること、またその技術のことであり、洋裁に対する言葉である。
日本において「裁縫」は「針仕事」「お針」とも呼ばれ、大正時代頃までは、布を和服や布団などの形にすることをいい、戦前までは女子教育において必修科目とされていた。
和服は本来着尺（反物）の状態で販売され、自家で仕立てるものであったが、生活の洋風化に伴って和服が日常着ではなくなり、従って、和裁も現代の一般家庭で行われることはほとんどなくなっている。
「和裁」は、洋服を縫うための技術である洋裁が昭和初期頃から普及し始めたことによって「洋裁」と区別するために生まれた語であり、「和服」と同じくレトロニムである。
ここでは主に「和服を縫うための技術」について記述する。

## 和裁の特徴（洋裁との違い）
型紙を使わない
パーツがすべて長方形であるため型紙を使う必要がないが、地直しをして布目を整え、裁ち線を正確に布目に沿わせる（布目を通す）必要がある。
ほどくことを前提に縫う
和服が日常着であった時代には、きものの洗濯はすなわち洗い張りであったことによる。洗い張りの際は縫い目をすべてほどいて長方形のパーツに戻すが、傷んだり取れない汚れのついたパーツの向きを変えて表から見えないようにしたり、目立たない部分のパーツと入れ替えたり（これを「繰り回し」という）、また、縫い代の幅を変えて寸法を変えるなどして仕立て直すことは現在でも行われる。また、長着を羽織や帯にしたり、長着を布団や座布団にしたりなど、別の種類のものに仕立て替えることも昔はよく行われていた。
縫い始めや縫い終わりには極力玉留めは作らず、返し縫いで始末する。これはほどきやすさのためでもあり、絹物や薄物の縫い目をごろつかせないためでもある。
子供用の着物には肩揚げと腰揚げを施し、成長して体が大きくなっても揚げの幅を変えたり揚げ自体をほどいたりすることで対応できるようにする。
縫い代の余った部分は切り落とさずに縫い込んでおく
これも仕立て直しを前提としているためである。年齢や体型に応じて、縫い代分の範囲内ではあるが、袖丈や身丈、裄丈や身幅を変えられる。このため、体型の違う親族間などで着物を譲り受けることも容易である。羽織の場合は流行や好みに応じて着丈も変えることができる。
余った縫い代を裁ち落とす方法は「総落とし」といい、ごく少数の者だけが行う非常に贅沢な仕立てであった。現在ではこの手法は、紗など薄物の透ける生地を美しく仕立てる場合に使われる。
また、ほとんど直線縫いであり、なおかつ反物は着物の基本寸法を前提に織られているため、反物の「耳」が活用でき、布端始末を必要とする部分が少なくて済む。この点も縫い代を折り込んでおくことを容易にしている。
すべて手縫いで縫う
ミシンが一般的になったのちも手縫いで縫われるのは、やはりほどくことが前提であるためである。ミシンで縫ったものはほどきにくく、縫い目のところで布が傷んだり跡が残ってしまう。また、手縫いによる適度なゆるみが着心地の良さにも影響するともいわれる。
現在ではウール着物や浴衣にはミシン縫いのものも多いが、高級な木綿着物や絹物はすべて手縫いで仕上げる。
基本となる「ぐし縫い」を運針といい、布を持った手は動かさず、針を持った方の手先を上下に動かし、針が布に対して直角に通るように縫い進める。均等で安定した運針を素早く行うための訓練が重要となる。
縫い目をできるだけ見せない
縫い合わせた部分を縫い目で割り開かず、縫い目が見えないよう一方の布地を1ミリ以下の幅で縫い目部分にかぶせるようにして折り開く。この技法を「きせをかける」という。袖の下端など割り開かない部分は、両側から同じ幅できせをかけて付き合わせる。これを「毛抜き合わせ」という。

## 和裁道具

### 和裁のみで使用されるもの

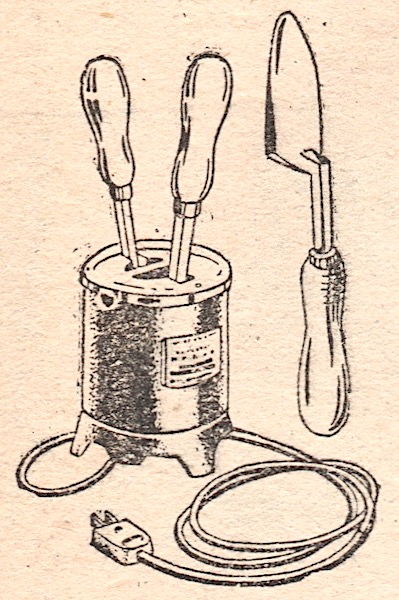
和裁用の電気ごて

裁ち板（裁ち台）
反物を広げられるテーブル状の台。一般的な座卓よりもやや低い。奥行きは反物の幅よりもやや広く、幅は畳の長辺ほどのものが一般的。脚が折りたたみ式のものもある。
くけ台、かけはり
布の一端を固定して張らせ、長い距離でのくけ作業をしやすくするための道具。くけ台にかけはりを紐で連結し、ばね式クリップのような機能を持つかけはりで布地を挟む。
くけ台の頭が針山になっているものや、針山を置けるようになっているものもある。机などに固定して使うクランプ式の「机上くけ台」もある。
へら、へら台（印台）
伝統的な和裁の印つけは、へらで跡をつけることで行う。へらでは印がつきにくい布地の場合は「切りじつけ」を行う。近年はチャコも使われる。
へら台は、へらの効果を出すよう弾力性のある表面になっている。こて台（アイロン台）と兼用する場合がほとんどである。
和裁ごて
一般的な家庭用アイロンの発熱面をごく小さくして長めの柄をつけたような細長い形状。伝統的なものは、こて本体が発熱するのではなく、こてを加熱して使用する。古くは火鉢などにこてを差し込んで加熱したが、現在も使われているものは、こてを差しておく壺のような置き台の内部を電気で加熱する仕組みになっている。また、こて先自体が電気で発熱する小型アイロンのようなものもある。
袖丸み型
袖の袂（たもと）の丸みを作るための型板。

### 洋裁と共通するが細かな差異があるもの
針
和裁用の針（和針）は、用途によってぬい針とくけ針とに分けられる。また、使用する布地によって、絹針・木綿針・つむぎ針・ガス針に分けられる。
「四ノ三」など数字の入った名称で表されるものもあり、前の数字が太さ、あとの数字が長さを示す。
本来は和針と洋針とは別のものだったが、現在では特に区別なく使われる場合がほとんどである。
待ち針
和裁用の待ち針は、重い絹物もしっかり止めておけるように洋裁用の待ち針よりも長いが、現在では特に区別なく使われることがほとんどである。
糸
絹物には絹の手縫い糸を、木綿には木綿の手縫い糸を使うが、風合いや光沢が似通った合成繊維の手縫い糸で代用されることも多い。

和裁用のしつけ糸には「しろも」「いろも(しろもを染色したもの)」があり、これは通常のしつけ糸よりも細いため手で切ることも容易だが、やや毛羽立ちがあるため、切りじつけをした際に抜け落ちにくい。
また、縮緬など動きやすい布地の折山やきせがずれないよう、細かく縫ったしつけ糸を仕上げ後も残したままにする「ぞべ」という技法があり、着物の格を示す装飾でもある。これに使う絹のしつけ糸を「ぞべ糸」という。
はさみ
裁ちばさみと糸切りばさみ（握りばさみ、和ばさみ）が使われる。
物差し
和裁では基本的には尺貫法の丈・尺・寸を用いるため、それに対応した物差しが必要となる。鯨尺（1尺≒37.9cm）が用いられるのが普通だが、東北地方の山形県・秋田県などでは曲尺（1尺≒30.3cm）が用いられることがある。また、近年はメートル法も使われる。
指貫
運針のために必須だが、西洋式のキャップ状のものではなく、皮製や金属製の指輪状のものが使われる。
針箱
和裁用の針箱にはくけ棒（くけ台の代わりとなる、かけはりを固定できる棒）がついたものがある。また、櫓(やぐら)のついたものもあり、この場合は櫓の柱部分がくけ棒を兼ねる。

## 反物
反物は、和服や帯、寝具などの材料となる織物で、基本的には長着一枚を仕上げられるだけの分量（長さ）があるもの（これを着尺と呼ぶ）。

大人の女性用の長着に使われるのは幅が約36cmの並巾と呼ばれる反物で、女性用の長着を一枚作るには、おおむね12mほどの長さの並巾が必要とされる。

このほかにも用途によってさまざまなサイズの反物があり、布団用のもの（布団地、布団皮）には幅が72cmほどのものもある。長さは、4mほどの「羽尺」（羽織を作るための反物）から、26mほどのもの（布団用など）まである。

布の表面を保護するために、中表（表が内側になった状態）に巻いてある。

## 裁断
長着の一般的な裁断図を示す。これは単または袷の表布で、大人用の「本裁ち（大裁ち）」と呼ばれる裁ち方であり、男女ともほぼ同じである。

柄合わせを必要とする場合、また、反物に傷などがあって難点をカバーする必要がある場合は、左図の縦線で区切られたパーツの並び順を入れ替える場合がある。
1. 右の袖（そで）
2. 左の袖
3. 右の身頃（みごろ）
4. 左の身頃
5. 右の衽（おくみ）
6. 左の衽
7. 掛衿（かけえり）・共衿（ともえり）
8. 本衿（ほんえり）・地衿（じえり）

m　身丈（みたけ）
s　袖丈（そでたけ）
子供用の場合は、ある程度大きい子供であれば本裁ちにするが、3歳〜11歳くらいであれば「中裁ち」（前身頃と衽を一枚裁ちにする）、それより年少であれば「小裁ち」（左右の後ろ身頃と前身頃を一枚裁ちにする）にする。
中裁ちの代表的なものに「四つ身」、小裁ちの代表的なものに「一つ身」がある。

## 寸法と名称
和服を仕立てる際に最も重要な寸法は着丈と裄丈である。

女性用の場合、身丈に多少の違いがあっても、おはしょり（腰の位置での折り上げ）の幅を調整することで自分の着丈に合わせることができる。男性用の場合はおはしょりを作らない対丈なので、やはり着丈（＝身丈）が重要となる。

おはしょりをしてもなお身丈が余る場合、また、対丈でも、裾が傷んだ場合に裾にあたる部分の布地をずらして仕立て直すときのために、腰の部分で内揚げをする。

裄丈が足りないと、腕が中途半端に出てしまって見栄えの悪い着姿になる。

### 基準点
肩山（かたやま）平面に置いたときに、肩の前身頃と後ろ身頃の折り目にあたる部分。
剣先（けんさき）衽の一番上の頂点で、剣のように尖った部分。前身頃と襟（本衿または掛衿）と衽が交わる所である。衽下がりの寸法、身幅の寸法によってその長さが決まる。
裾（すそ）腰より下の部分、または長着の下の縁の部分。
背中心（せちゅうしん）一般的に、身体を右半身と左半身に分ける面を正中面（せいちゅうめん）という。服を着たときに、身体の正中面と服の背中が交わる線を、背中心という。背中の布が右の後身頃（みぎのうしろみごろ）と、左の後身頃（ひだりのうしろみごろ）に分かれている場合は、左右の後身頃を縫った線が背中心になる。このことから、背中心のことを背縫い（せぬい）ともいう。
褄先（つまさき）褄の先端。裾の左右の頂点。

### 標準的な寸法
身丈（みたけ）肩山から裾までの上下方向の長さ。男性用の長着では着丈と同寸で、身長から頭部を減じた寸法となる。女性用では一般に、腰の位置で身頃を折り畳んでおはしょりを作って裾を上げるため、その分着丈より長くなり、一般には身長と同寸とする。
着丈（きたけ）着たときの上下方向の長さ。
裄丈（ゆきたけ）単に裄（ゆき）ともいう。背中心から袖口までの長さ。肩幅と袖幅を足した長さが裄丈となる。
衽下り（おくみさがり）肩山と衿の接点と剣先を結んだ線を長辺とする直角三角形の高さ。女性用は23cm程度。
肩幅（かたはば）背中心から袖付けまでの長さ。両肩の幅を指す洋服における肩幅とは異なる。女性用では通常30cmから32cmくらいで、肩幅を約2倍すると左の肩から右の肩までの長さよりも長くなる。
繰越（くりこし）左右の肩山の中心点から襟の後ろまでの長さ。女性用の和服においては、衿の後ろを背中へ向かって少しずらした位置になるように着るために、肩山と衿肩あきに余裕を持たせるが、その寸法およびその部分のこと。女性用の長着の繰越は、通常2cmから3cmくらいである。男性用や子供用には基本的に作らない。
袖口（そでぐち）袖口の長さ。袖口明（そでくちあき）ともいう。袖口の長さは、円周の半分で表現される。袖口下を全く縫わない場合（広袖）は、袖口の長さは袖丈の長さと同じになる（お宮参りの「掛け着」などに見られる大名袖がその代表）。女性用では通常20cmから23cmくらいである。
袖丈（そでたけ）袖山から袖下までの長さ。振袖以外の女性用長着の袖丈は、年齢や好みにもよるが、通常49cmから51cmくらいである。
袖付（そでつけ）袖と身頃を縫い合わせる部分およびその寸法。肩山から身体の前方向へ向かって測った長さを「前袖付」、後ろ方向へ向かって測った長さを「後袖付」という。一般的には前後袖付寸法は同じであるが、好みや体格により「付け違え」と言って前後で寸法を変えることも行われる。女性用の長着の袖付は通常23cmくらいだが、帯を胸の高い位置で締める場合は、もっと短くする。男性用の長着の袖付は、通常40cmくらいで女性物よりも長い。これは女性に比べて帯が細く、また腹の下部で締めるためである。
袖幅（そではば）袖付から袖口までの袖の幅のこと。肩幅と袖幅を足した長さは裄丈である。洋服の袖丈にあたる。女性用では通常33cmから34cmくらいである。
抱幅（だきはば）身八つ口から衽付けまでの幅のこと。

## 厚生労働省の技能者表彰
厚生労働省は、1967年度から毎年1回、推薦された者を審査し、卓越した技能者を選んで、「現代の名工（卓越した技能者）」として表彰・発表している。「衣服の職業」という職業部門に、「和服仕立・修理職」という職業分類がある。和服仕立職や染色工など、和服関連の職業の卓越した技能者が、今まで多数表彰された。

## 教育訓練施設
教育訓練施設には、職業能力開発促進法に基づく認定職業訓練による職業訓練施設（職業能力開発校、職業能力開発短期大学校）、学校教育法に規定される各種学校、専修学校、法令に規定されない施設がある。以下は、施設の例である。
- OS和裁専門学院 (大阪市中央区)
- 織田きもの専門学校(東京都中野区)
- 内海和裁高等職業訓練校(静岡県浜松市中区)
- いとう和裁塾（大阪市住吉区、和裁士育成専門塾）
- かなざわ和裁学院（金沢校と東京校）
- きもの工房花うさぎ和裁教室（兵庫県認定の職業訓練施設を併設）
- さが美きもの文化学苑
- たけなか和裁和裁教室（滋賀県草津市）
- モトヤマ和裁学院（佐世保本校、長崎校、諫早校、福岡校）
- 伊東高等職業訓練校和裁科（伊東職業訓練協会）
- 伊東職業訓練協会和裁
- 田中和裁岡山和服短期大学校（和裁技能士補資格が得られる）
- 長崎和裁高等職業訓練校
- 株式会社勝矢和裁
- 株式会社武田・武田和裁専門校
- 茅野高等職業訓練校和裁科
- 岩佐和裁和裁教室（埼玉県さいたま市見沼区）
- 岩本和裁専門学校
- 宮永和裁教室（大阪府高槻市）
- 宮崎和裁高等職業訓練校(宮崎和裁職業訓練会、宮崎市）
- 京丹後市高等職業訓練校普通課程裁縫系和裁科
- 京都きものファッションスクール和裁訓練校
- 京都和裁学院（京都市下京区）
- 京都和裁総合学院（京都市中京区）
- 響和裁学院
- 九州和裁技術専門学院（北九州市小倉北区、九州和裁高等職業訓練会）
- 熊本県職業能力開発協会和裁科
- 熊本職業和裁技術専門校 (熊本市, 上田和裁技術研究所)
- 群馬和裁専門学院（群馬県桐生市）
- 後呂和裁学院（広島県認定の職業能力開発校, 他兵庫県）
- 広島県和裁高等職業訓練校
- 弘前和裁高等職業訓練校（青森県弘前市）
- 荒川和裁学院
- 香川県和裁職業訓練協会（香川県高松市）
- 高桑和裁高等技術専門校
- 高坂和裁塾（奈良県奈良市）
- 山崎和裁研修塾京都和裁高等職業訓練校
- 山本和裁研究学院（水戸市）
- 山本和裁高等職業訓練校
- 市原共同高等職業訓練校和裁科
- 秋乃和裁技術学院（東京・横浜・大船）
- 十日町和洋裁職業訓練協会十日町和洋裁高等職業訓練校
- 匠国際職能開発協会古河和裁高等職業訓練校
- 匠国際職能開発協会匠短期大学校（茨城県）
- 小森和裁研修塾
- 小谷和裁学院
- 上田和裁技術研究所（熊本）
- 新和（東京都練馬区）
- 森岡和裁塾（京都市上京区）
- 森本和裁学院・森本和裁高等職業訓練校（名古屋市東区）
- 神戸和裁学院
- 神奈川和裁専門学院
- 親方和裁塾（福岡市博多区）
- 西陣織高等職業訓練校（和装、京都市上京区）
- 静岡京都和裁学校（静岡市葵区）
- 斉藤和裁学院（有限会社福岡和装和裁教室）
- 千寿和裁和裁教室
- 浅井和裁専門学校（福岡県北九州市門司区）
- 全九州和裁専門校
- 創和和裁教室
- 足立和裁研究所（京都）
- 大原和服専門学園（奈良市）
- 大島和裁教室（東京都知事認可和裁教授免許修得）
- 学校法人山本学園竹田和裁研究所高等職業訓練校（山形県山形市）
- 中上和裁研修所（京都 太秦　社団法人・日本和裁士会会員）
- 中沢和裁和裁教室（東京都武蔵野市）
- 辻村和服専門学校
- 都城地域高等職業訓練校和裁科
- 唐津高等職業訓練校和裁科
- 東亜和裁士育成学院
- 藤工房和裁学院（千葉・京都）
- 道央吉井式和裁専門学校（札幌市）
- 徳島県合同和裁職業訓練協会
- 徳島県和裁高等職業訓練校（徳島市）
- 日本華香和裁学園/和裁学園付属滋賀和裁教室（滋賀県東近江市）
- 八代高等職業訓練校普通職業訓練・縫製系和裁科
- 飯田高等職業訓練校和裁科
- 富士和裁高等専門学院
- 福岡和裁学院
- 兵庫県和裁高等職業訓練校
- 片山和裁教室
- 片山和裁士養成所
- 矢野和裁香川県認定訓練校（香川県高松市）
- 有樹和裁専修学校（京都のプロ和裁士養成専門学校）
- 鈴乃屋きもの学院和裁教室(東京都台東区他)
- 和裁教室「仁」（埼玉県越谷市）
- 和裁訓練校シルク・ワーム
- 和裁士育成学院
- 和裁士養成専門学校 石田和裁(兵庫県認定の職業訓練施設を併設、神戸市)
- 和裁塾縁会
- 和裁専門学校若葉学園（北九州）
- 和裁専門学校朝来野学園（大分県大分市）
- 城北和裁専門学院（城北和裁）
- 全九州和裁専門校
- 石岡和裁専門学校（石岡市）
- 群馬和裁専門学院（桐生市）
- いわき和裁専修学校 (福島県)
- 尾上和裁学園 (企業内学校 徳島)
- 学校法人共栄学園 (東京都)和裁塾
- 関西きもの専門学校 (大阪市)
- ほていや和裁学院
- 東洋きもの専門学校 (旭区 (大阪市))
- 前橋文化服装専門学校和裁コース
- 上越和裁学院
- 広島和裁女子専門学校 (西区 (広島市))
- 各種学校一覧#裁縫系学校